# True (sång av Spandau Ballet)
True är en låt av den brittiska gruppen Spandau Ballet. Den utgavs i april 1983 som den tredje singeln från gruppens tredje album True.
Låten blev gruppens största singelframgång och en stor internationell hit. Den låg 1:a på brittiska singellistan fyra veckor, nådde 4:e plats på Billboard Hot 100 i USA och blev en topp 10-hit i ett flertal länder.
True är en långsam popballad skriven av Gary Kemp. Den är delvis en hyllning till Motown-artisten Marvin Gaye, men handlar också om Kemps förälskelse i Altered Images-sångerskan Clare Grogan.